# Gone Fishin' (álbum de Flipper)
Gone Fishin' es el segundo álbum de larga duración de la banda oriunda de San Francisco de Punk/Noise Rock Flipper fue lanzado en 1984 por Subterranean Records. El arte del álbum cuenta con la furgoneta de Flipper's como un producto listo para cortar y ensamblar, la contraportada cuenta con cortes de los cuatro miembros de la banda.  Al mismo tiempo que el álbum fue lanzado, Subterranean Records ofreció cubiertas adicionales por 2 dólares para los fanes Flipper que querían tener una cubierta más para cortar y ensamblar. El álbum fue reeditado y lanzado por primera vez en formato CD por Water Records el 9 de diciembre de 2008, este lanzamiento contó con algunas líneas escritas por Buzz Osborne de los Melvins.

## Lista de canciones
1. "The Light, The Sound, The Rhythm, The Noise" (Loose, Shatter) - 3:43
2. "First the Heart" (DePace, Loose, Wilkinson) - 5:22
3. "In Life My Friends" (Falconi, Harris) - 4:22
4. "Survivors of the Plague" (Loose, Shatter) - 5:17
5. "Sacrifice" (Shatter) - 4:26
6. "Talk's Cheap" (Loose, Shatter) - 2:32
7. "You Nought Me" (Loose, Shatter) - 5:02
8. "One by One" (Falconi, Shatter) - 6:30

## Créditos
- Bruce Loose - voz (en 1, 3, 5, 7, 8), bajo (en 2, 4, 6), clavinet (en 1), congas (en 4), corista (en 4)
- Will Shatter - voz (en 2, 4, 6), bajo (en 1, 3, 5, 8, 9)
- Ted Falconi - guitarra
- Steve DePace - batería, congas (en 4, 9), synare (en 8), piano (en 8)
- Kirk "Charles" Heydt - saxofón alto (en 2)